# Can Verdaguer (Vilassar de Mar)
Can Verdaguer és un edifici del municipi de Vilassar de Mar (Maresme) que forma part de l'Inventari del Patrimoni Arquitectònic de Catalunya.

## Descripció
És un edifici civil que segueix la línia del carrer i està adossat per ambdós murs laterals a altres edificis. Està format per una planta baixa, dos pisos i un terrat a la part davantera, i tres pisos a la part del darrere. El seu interès recau a la façana, malgrat que la part inferior hagi estat modificada i convertida en botiga. Presenta una gran balconada que recorre l'amplada de la façana, amb dues sortides i tres finestres al pis superior.
Cal destacar el treball del ferro de les baranes, amb elements florals tant al primer com al segon pis, i molt especialment l'ornamentació en forma de sanefes i franges esgrafiades i l'ús de la ceràmica policromada, sobretot emmarcant les finestres. Hi ha una eixida o pati posterior. Té una estructura molt freqüent en les construccions del nucli urbà de Vilassar de Mar.